# Mäzen
Ein Mäzen [mɛˈt͜seːn] (auch Mäzenat, weiblich Mäzenin bzw. Mäzenatin) ist ein Finanzier, der eine Institution, kommunale Einrichtung oder Person mit Geld oder geldwerten Mitteln bei der Umsetzung eines Vorhabens unterstützt, ohne eine direkte Gegenleistung zu verlangen. Die Bezeichnung Mäzen leitet sich von dem Etrusker und Römer Gaius Cilnius Maecenas her, der in augusteischer Zeit Dichter wie Vergil, Properz und Horaz förderte.

## Begriffsabgrenzung
Mäzene können sowohl Institutionen wie Museen, Universitäten oder Orchester fördern als auch einzelne Personen.
Mäzene können Förderer von Kunst sein oder beispielsweise Hochschulabgänger, die die Wissenschaft unterstützen, indem sie gegenüber ihrer ehemaligen Hochschule als Mäzene auftreten. Viele Universitäten haben einen Alumni-Verein, um diese Form des Mäzenatentums zu fördern.
Die Leistung von Mäzenen ist rein freiwillig, sie kann also jederzeit ohne Angabe von Gründen beendet werden.
Eine wichtige Funktion des Mäzenatentums ist unter anderem die Förderung geeigneter Vorhaben von sozialer Bedeutung.
Dem Mäzenatentum verwandt ist außerdem der Euergetismus (von altgriechisch εὐεργέτης euergétēs „Wohltäter“). Hier geht es vor allem darum, Macht und Einfluss durch Wohltaten am Gemeinwesen zu demonstrieren.
Vom Sponsoring unterscheidet sich das Mäzenatentum dadurch, dass ihm keinerlei geschäftliche Nutzenerwartung des Mäzens zugrunde liegt (altruistisches Handeln). Viele Mäzene legen sogar Wert darauf, ungenannt zu bleiben.
Staatliche oder öffentlich-rechtliche Förderung (z. B. Kompositionsaufträge des öffentlich-rechtlichen Rundfunks) als Mäzenatentum zu bezeichnen, ist insofern verfehlt, als es zum Auftrag dieser Institutionen gehört, die Kunstentwicklung zu fördern.

## Geschichte
Beispielhaft ist eine politische Ausprägung des Mäzenatentums anhand der Familie Medici im Florenz des 15. Jahrhunderts zu verfolgen.
Im Jahr 2010 starteten die beiden bekannten Multimilliardäre Bill Gates und Warren Buffett die Kampagne The Giving Pledge (englisch für Das Versprechen, etwas herzugeben). Sie ist ein Versuch, „reiche Familien zum Nachdenken darüber zu bewegen, wie sie ihren Reichtum sinnvoll einsetzen können“. Anfang August hatten sie bereits 40 Milliardäre davon überzeugt, mindestens die Hälfte ihres Vermögens wohltätigen Zwecken zu spenden. Zudem kündigte Buffett an, dass er nach seinem Tod 99 Prozent seines Vermögens für wohltätige Zwecke hinterlassen wolle.
Laut dem Elitenforscher Michael Hartmann ist in letzter Zeit ein neues Mäzenatentum entstanden, welches an das Mäzenatentum von Renaissancefürsten gegenüber Künstlern wie Michelangelo oder Leonardo da Vinci erinnert. Die Reichen können sich über ihre Spenden, Sponsoring und Stiftungen unmittelbar Macht und Einfluss im Kulturbereich und in anderen Sektoren, wie beispielsweise große Teile des Bildungs- und Sozialsektors in den USA, verschaffen. So spielen heutzutage beispielsweise bei der Auswahl der Thematik eines Museums immer weniger pädagogische oder wissenschaftliche Gesichtspunkte eine Rolle, sondern die Frage, für welches Thema sich Sponsoren finden lassen.

## Bekannte Mäzene

### Deutschsprachiger Raum
- Julius Echter von Mespelbrunn (1545–1617)
- Johann Philipp von Greiffenclau zu Vollraths (1652–1719)[3]
- Moritz Casimir I. von Bentheim-Tecklenburg (1701–1768)
- Friedrich Metzler (1749–1825)
- Sophie von Oranien-Nassau (1824–1897), auch bekannt als Großherzogin Sophie von Sachsen-Weimar-Eisenach
- Mathilde von Rothschild (1832–1924)
- Charles Lazarus Hallgarten (1838–1908)
- Max Jüdel (1845–1910)
- Emil Possehl (1850–1919)
- James Simon (1851–1932)
- Alfred Beit (1853–1906)
- Karl Ernst Osthaus (1874–1921)
- Richard Merton (1881–1960)
- Ernst Emil Jung (1896–1976)
- Kurt A. Körber (1909–1992)
- Werner Otto (1909–2011)
- Paul Sacher (1906–1999)
- Henri Nannen (1913–1996)
- Erich Marx (1921–2020)
- Reinhard Mohn (1921–2009)
- Otto Beisheim (1924–2013)
- Hannelore Greve (1926–2023)
- Helmut Greve (1922–2016)
- Udo van Meeteren (1926–2024)
- Irene Ludwig (1927–2010)
- Friedrich Wilhelm Schnitzler (1928–2011)
- Jean Löring (1934–2005)
- Reinhold Würth (* 1935)
- Hansjörg Wyss (* 1935)
- Hartwig Piepenbrock (1937–2013)
- Manfred Lautenschläger (* 1938)
- Arend Oetker (* 1939)
- Dieter Schwarz (* 1939)
- Dietmar Hopp (* 1940)
- Klaus Tschira (1940–2015)
- Heidi Horten (1941–2022)
- Hans Wall (1942–2019)
- Friedrich von Metzler (1943–2024)
- Michael Otto (* 1943)
- Hasso Plattner (* 1944)
- Dietrich Mateschitz (1944–2022)
- Erich Lejeune (* 1944)
- Egidio Marzona (* 1944)
- Jan Philipp Reemtsma (* 1952)
- Caroline von Faber-Castell (* 1961)
- Alexander Otto (* 1967)

### Sonstige
- Franz Anton von Sporck (1662–1738)
- Abdol-Hossein Mirza Farmanfarma (1857–1939)
- Florence Foster Jenkins (1868–1944)
- Charles Thomas Munger (1924–2023)
- Warren Buffett (* 1930)
- Michael Bloomberg (* 1942)
- George Lucas (* 1944)
- Bill Gates (* 1955), siehe Bill & Melinda Gates Foundation
- Jack Ma (* 1964)
- Markus Persson (* 1979)
- Mark Zuckerberg (* 1984)